# 鳳仁路
鳳仁路（Fongren Rd.）是高雄市仁武區的南北向重要幹道，因連結鳳山、仁武兩地而得名。起端於楠梓、仁武區交界國道一號楠梓交流道路口，同時是市道183號起點。前端銜接楠梓區鳳楠路，沿途跨越獅龍溪，末端至仁武、鳥松區交界續行中正路延續市道183號至鳳山區，是往來鳳山區與楠梓區兩地之間的長途重要路段之一。本道路沿線經國道一號楠梓交流道南端、仁大工業區、仁武市區、灣內地區，並連結國道十號橋下接澄觀路往來左營區大中路和仁武交流道，故交通地位相當重要。

## 行經行政區域
（由北至南）
- 仁武區

## 沿線設施
（由北至南）
- 楠梓交流道
- 仁大工業區
- 綠化環保工程股份有限公司（鳳仁路379號）
- 竹後社區
- 台亞石油中鷹加油站（鳳仁路321號）
- 萊爾富鳳仁店
- 台亞石油仁武加油站
- 大高雄鵝肉店（水管路298號）
- 仁武區運動公園
- 台灣中油加油站仁武站
- 中華電信鳳山營運處仁武服務中心（鳳仁路280之8號）
- 仁武工業區
- 高雄中餐服務人員職業工會（鳳仁路253號）
- 仁武通法寺
- 仁武海鮮餐廳
- 全國加油站仁武交流道站
- 鳳屏交通有限公司
- 台灣中油鳳仁加油站
- 7-Eleven新鳳門市
- 中欄橋
- 台糖鳳仁加油站
- 仁武澄觀園高爾夫俱樂部
- 仁武烤鴨
- 7-Eleven友福門市
- 灣內社區
- 灣內月女堂（灣內四巷1號）
- 國道十號（銜接高架橋下澄觀路）
- 福懋加油站仁武站
- 高55區道仁雄路、仁心路
- 85度C仁武仁雄店
- 仁武區農會灣內辦事處
  - 仁武區農會蔬果集貨場
- 全家便利商店仁武鳳仁店
- 仁武傢俱街
- 百分百寵物生活館
- 聯盟動物醫院

## 公車資訊
- 高雄客運
  - 24 坔埔圓照寺－捷運巨蛋站
  - 8008 捷運岡山車站－澄清湖－建國站
  - 8009 旗山北站－澄清湖－建國站
  - 8048 捷運都會公園站－楠梓－鳳山－屏東轉運站
  - 8049 崗山頭－岡山－楠梓－澄清湖－鳳山
- 南台灣客運
  - 紅60A、B 加昌站－大社－仁武－高鐵左營站
- 港都客運
  - 橘16 鳳山轉運站（捷運大東站）－仁武區公所
  - 橘16延駛 鳳山轉運站（捷運大東站）－仁武區公所－大社區公所
- 中華衛星大車隊
  - 5 鳳山－關帝廟